# San Felice del Molise
San Felice del Molise (Štifilić hay Filić) là thị trấn thuộc tỉnh Campobasso ở vùng Molise của Ý.